# 梁舒恆
梁舒恆（英語：Leung Shu Hang，1987年8月27日—），香港女子游泳智障運動員，目前為三項世界紀錄保持者（長/短池400米個人四式及短池200米蛙泳）；此外，她曾兩度當選「香港傑出青少年運動員」，並四度（2007、2009、2010、2011）於香港傑出運動員選舉榮獲「香港傑出運動員」獎項。

## 簡歷
梁舒恆患有自閉症，在8歲開始接觸游泳後愛上此運動，並開始接受有系統的游泳訓練；歷年曾贏得多個本地及國際比賽獎牌，並數度打破各項游泳世界紀錄。
2009年，國際殘疾人奧委會宣佈智障運動員能再次參加残疾人奥林匹克运动会，梁舒恆便開始積極備戰残奥会，並在2011年舉行的第三屆國際智障人士體育聯盟環球運動會中奪得個人奪得2金4銀的佳績。
2012年，梁舒恆代表香港參加英國倫敦舉行的殘奧會游泳比赛100米蛙泳SB14級比賽，在決賽以1:21.21完成賽事，奪得一面銅牌。

## 榮譽
- 香港特區政府嘉獎

行政長官社區服務獎狀（2006年）
- 香港傑出運動員選舉

「香港傑出運動員」（2007年、2009年、2010年、2011年 - 共4次當選）
「香港傑出青少年運動員」（2004年、2005年 - 共2次當選）

## 外部連結
- 香港弱智人士體育協會